# Carlos Lopes
Carlos Lopes (n. 18 februarie 1947, Vildemoinhos⁠(d), Beira Alta⁠(d), Portugalia) este un fondist ce a reprezentat Portugalia, medaliat olimpic. A participat la 3 ediții ale Jocurilor Olimpice (1972, 1976, 1984) în care a câștigat o medalie de aur și o medalie de argint în probele de maraton și 10.000 m.

## Palmares
| An   | Competiție                  | Locație                        | Loc | Eveniment        | Note     |
| ---- | --------------------------- | ------------------------------ | --- | ---------------- | -------- |
| 1971 | Campionatul European        | Helsinki, Finlanda             | 30  | 3000 m obstacole | 13:29,8  |
| 1971 | Campionatul European        | Helsinki, Finlanda             | 33  | 10 000 m         | 30:05,64 |
| 1972 | Jocurile Olimpice           | München, Germania              | 49  | 5000 m           | 14:29,6  |
| 1972 | Jocurile Olimpice           | München, Germania              | 28  | 10 000 m         | 28:53,6  |
| 1973 | Campionatul Mondial de Cros | Waregem, Belgia                | 24  | 11,98 km         |          |
| 1974 | Campionatul European        | Roma, Italia                   | –   | 10 000 m         | NT       |
| 1976 | Jocurile Olimpice           | Montréal, Canada               | 2   | 10 000 m         | 27:45,17 |
| 1976 | Campionatul Mondial de Cros | Chepstow, Marea Britanie       | 1   | 12 km            | 34:48    |
| 1977 | Campionatul Mondial de Cros | Düsseldorf, Germania           | 2   | 12,3 km          | 37:48    |
| 1978 | Campionatul Mondial de Cros | Glasgow, Marea Britanie        | –   | 12,3 km          | NT       |
| 1980 | Campionatul Mondial de Cros | Paris, Franța                  | 26  | 12,58 km         | 37:55,3  |
| 1981 | Campionatul Mondial de Cros | Madrid, Spania                 | –   | 12 km            | NT       |
| 1982 | Campionatul European        | Atena, Grecia                  | 4   | 10 000 m         | 27:47,95 |
| 1983 | Campionatul Mondial de Cros | Gateshead, Marea Britanie      | 2   | 11,994 km        | 36:52    |
| 1983 | Rotterdam Marathon          | Rotterdam, Olanda              | 2   | maraton          | 2:08:39  |
| 1983 | Campionatul Mondial         | Helsinki, Finlanda             | 6   | 10 000 m         | 28:06,78 |
| 1984 | Campionatul Mondial de Cros | East Rutherford, Statele Unite | 1   | 12,086 km        | 33:25    |
| 1984 | Jocurile Olimpice           | Los Angeles, Statele Unite     | 1   | maraton          | 2:09:21  |
| 1984 | Chicago Marathon            | Chicago, Statele Unite         | 2   | maraton          | 2:09:06  |
| 1985 | Campionatul Mondial de Cros | Lisabona, Portugalia           | 1   | 12,19 km         | 33:33    |
| 1985 | Rotterdam Marathon          | Rotterdam, Olanda              | 1   | maraton          | 2:07:12  |